# Znak Chaosu
Znak Chaosu (tyt. oryg. Sign of Chaos) – trzecia część drugiej serii Kronik Amberu (ósma część licząc od początku), autorstwa Rogera Zelazny’ego.
Oryginalnie książka została wydana w październiku 1987 roku w Stanach Zjednoczonych przez Arbor House (ISBN 0-87795-926-9),
W Polsce wydana w 1994 roku w tłumaczeniu Piotra W. Cholewy (ISBN 83-207-1464-8), a następnie w 2003 r. przez Zysk i S-ka (ISBN 83-7298-017-9).

## Fabuła
Merlin uzmysławia sobie, że miejsce w którym obecnie się znajduje razem z Lukiem to wynik halucynacji narkotycznych jakie doznaje jego przyjaciel. Luke dostał się do niewoli podczas ataku na Twierdzę Czterech Światów i Maska podał mu narkotyki, które oddziaływały na moc poruszania się Cieniach. Teraz Merlin musi walczyć z ognistym aniołem – stworzeniem powstałym z Chaosu, co sugeruje kierunek skąd pochodzą wrogowie.